# Красный каранкс
Красный каранкс (лат. Caranx ruber) — вид морских лучепёрых рыб из семейства ставридовых. Представители вида распространены в западной части Атлантического океана от Нью-Джерси до Венесуэлы и Бразилии. Максимальная длина тела — 73 см. Популярный объект спортивной рыбалки.
Международный союз охраны природы присвоил этому виду охранный статус «Вызывающий наименьшие опасения».

## Таксономия и этимология
Первое научное описание вида было сделано в 1793 году немецким медиком и ихтиологом Маркусом Блохом (1723—1799) на основании образца, отловленного в прибрежных водах у восточного побережья Америки, который был назначен голотипом. Первоначально вид был описан в составе рода скумбрий (Scomber) семейства скумбриевых под латинским биноменом Scomber ruber. Позднее помещён в род Caranx, который был выделен французским ихтиологом графом де Ласепедом в 1801 году. В течение длительного времени несколько раз перемещался в род Carangoides и обратно. Молекулярные исследования с помощью секвенирование митохондриального цитохрома b окончательно подтвердили принадлежность данного вида к роду Caranx, а также его близкую связь с Caranx bartholomaei, которого некоторые издание помещают в род Carangoides.
Видовое название происходит от лат. ruber — красный, что отражает красноватый цвет верхней части тела. На самом деле представители данного вида имеют другую окраску тела, а описание было сделано на основании ошибочно раскрашенного рисунка.

## Описание
Тело удлинённое, относительно высокое, немного сжато с боков. Высота тела укладывается 3,2—3,5 раз в стандартную длину тела. Тело и грудь покрыты мелкой циклоидной чешуёй. Грудь полностью покрыта чешуёй. Верхний профиль головы немного выпуклый. Рыло заострённое. Окончание верхней челюсти доходит до вертикали, проходящей через передний край глаза. Глаза умеренной величины, диаметр глаза в 5,4—5,8 раза меньше длины головы; хорошо развито жировое веко. Зубы на верхней челюсти расположены в два ряда; в переднем ряду зубы увеличенные, загнутые, а во внутреннем ряду — ворсинчатые. На нижней челюсти ворсинчатые зубы расположены в один ряд. На верхней части первой жаберной дуги — 10—14 жаберных тычинок, на нижней — 31—38. Два спинных плавника. В первом спинном плавнике — восемь жёстких лучей, а во втором — один жёсткий и 26—30 мягких лучей. В анальном плавнике — один колючий и 23—26 мягких лучей, перед плавником расположены два колючки. Передние мягкие лучи в спинном и анальном плавниках удлинённые. Грудные плавники с 19—21 мягкими лучами, удлинённые, серповидной формы; их длина превышает длину головы. Боковая линия делает длинную низкую дугу в передней части, а затем идёт прямо до хвостового стебля. Вдоль прямой задней части боковой линии проходит 23—29 костных щитков. По обеим сторонам узкого хвостового стебля проходят парные костные гребни. Хвостовой плавник серповидный. Позвонков — 10 туловищных и 14 хвостовых.

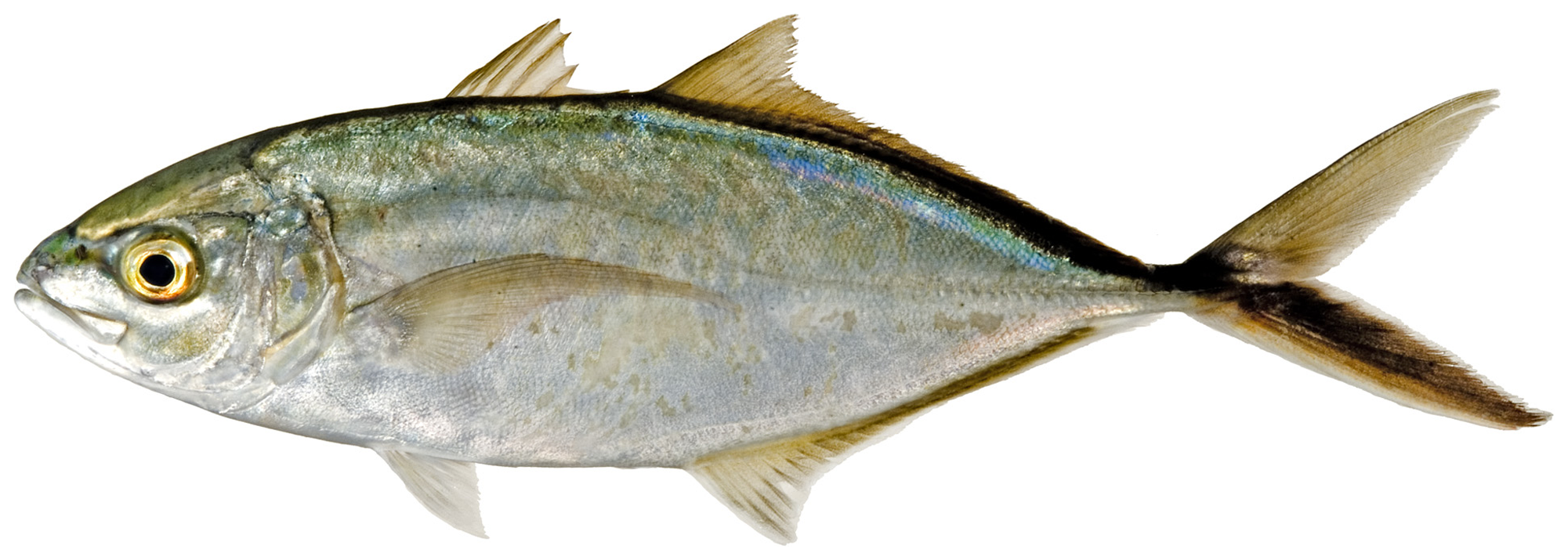

Тело серебристо-серого цвета в верхней части и беловато-серого цвета — в нижней. От начала основания второго спинного плавника (иногда от начала рыла) вдоль спины и до нижней лопасти хвостового плавника проходит тёмная полоса золотисто-коричневого или черноватого цвета. Часто под ней параллельно проходит ярко-синяя полоса. У молоди длиной около 20 мм на боках тела появляются шесть вертикальных полос. После достижения молодью длины около 6 см полосы сливаются в одну. У взрослых особей вертикальные полосы на теле исчезают. Иногда во время охоты и питания красные каранксы изменяют окраску тела и становятся бронзовыми.
Максимальная длина тела — 73 см, обычно — до 50 см. Масса тела — до 8,2 кг.

## Биология
Ведут дневной образ жизни. Для обнаружения добычи полагаются преимущественно на зрение, поэтому неактивны в ночные часы. Обычно образуют небольшие или крупные стаи, иногда встречаются поодиночке. Молодь часто встречается под талломами саргассума и питается зоопланктоном. В первые два года жизни особи красного каранкса обычно охотятся вблизи дна на креветок и других беспозвоночных. Взрослые особи питаются преимущественно рыбами в пелагиали. Иногда охотятся в придонных слоях воды. Наблюдали совместную охоту красных каранксов и губановых (Halichoeres radiatus). При этом каранкс следовал за одиночным губаном. При этом оба вида получали определённые преимущества. Для красного каранкса совместная охота позволяла более эффективно добывать пищу у дна, поскольку для него более привычно охотиться в пелагиали.
Нерестятся вдали от берега с февраля по август. У берегов Кубы отмечено два пика нереста: март — апрель и июль — август.

## Ареал
Красный каранкс широко распространён в тропических и субтропических водах западной части Атлантического океана от Нью-Джерси до Венесуэлы и Бразилии. Один из наиболее обычных видов каранксов в Мексиканском заливе и Карибском море; у берегов Бермудских и Багамских островов. Однако в северной части Мексиканского залива встречается только вдали от побережья. Также обнаружен у острова Тринидад. Единичные находки отмечены в восточной части Атлантического океана у островов Вознесения и Святой Елены.

## Взаимодействие с человеком
Популярный объект спортивной рыбалки. Рекордный экземпляр красного каранкса массой 3,32 кг был выловлен  4 мая 2012 года у островов  Мартин-Вас (Бразилия).
Отмечены случаи заболевания сигуатерой после употребления в пищу крупных особей данного вида рыб.